# 硒酸锌
硒酸锌是一种无机化合物，化学式为ZnSeO4。

## 制备
硒酸锌由硒酸和氧化锌反应制得：
ZnO + H2SeO4 → ZnSeO4 + H2O